# 14 Кита
14 Кита (англ. 14 Ceti) — одиночная звезда в экваториальном созвездии Кита.  Слабо видна невооружённым глазом при хороших погодных условиях, обладает видимой звёздной величиной 5,84. Расстояние до 14 Кита можно оценить по годичному параллаксу, равному 17,26 мсд, что соответствует расстоянию 189 световых лет. Звезда удаляется от Солнца со скоростью  +11 км/с.
Грей (1989), а также Хоук и Свифт (1999) отнесли эту звезду к звёздам главной последовательности спектрального класса F — F5 V. Тем не менее, в пятом издании Каталога ярких звёзд Хоффлайт и Уоррен (1991) отнесли звезду к классу субгигантов, F5 IV. Абсолютная звёздная величина и эффективная температура таковы, что звезда попадает в пробел Герцшпрунга, занимаемый звёздами, исчерпавшими водород в ядре и ещё не поддерживающими горение водорода в оболочке вокруг ядра.
Модели звёздной эволюции дают оценку возраста звезды около 2,1 млрд лет при массе 1,6 массы Солнца. Радиус звезды превышает солнечный в 2,6 раза, а светимость превышает светимость Солнца  в 10,7 раз при эффективной температуре фотосферы около 6583 K. Вблизи поверхности звезды существует тонкая конвективная оболочка. Звезда обладает низким содержанием (металличностью) элементов массивнее гелия по сравнению с Солнцем. Проекция скорости вращения   довольно низкая, 5 км/с, но, поскольку угол наклона экватора к лучу зрения неизвестен, то точное значение скорости вращения не определено.
14 Кита обладает мощностью излучения в рентгеновском диапазоне 0,33⋅1030 эрг с−1, что соответствует границе класса F5. Корона и хромосфера звезды проявляют признаки магнитного поля, напряжённость на поверхности звезды равна 30 Гс, ка к показали измерения в 2009 году. Это единственная известная звезда спектрального класса между F0 и F7, у которой был обнаружен эффект Зеемана. У наличия магнитного поля есть два объяснения: либо звезда очень быстро вращается и действует динамо-механизм, либо звезда является Ap-звездой на ранней стадии эволюции. Свойства активности звезды таковы, что более вероятным является второе объяснение.